# 綫 (幾何)
綫，是細長的形狀。幾何學中會假設線沒有寬度。
幾何学中綫分为兩種，一种是直綫，另一种是曲綫。在歐幾里得空間中，直綫是兩點之間的最短距離。